# Jahnstadion (Rheine)
Das Jahnstadion Rheine ist ein Mehrzweckstadion in Rheine im nördlichen Münsterland. Es ist seit Juni 2009 der Austragungsort für die Heimspiele der Footballmannschaft Rheine Raptors. Bis zur Auflösung des Vereins im Sommer 2016 trugen die Fußballerinnen des FFC Heike Rheine ihre Heimspiele im Jahnstadion aus. Der FFC Heike spielte von 2000 bis 2007 in der Bundesliga.
Das Stadion hat ein Fassungsvermögen von 4999 Besuchern, davon 1329 Sitzplätze, von denen wiederum 649 Plätze überdacht sind. Bei dem Jahnstadion handelt sich um ein Mehrzweckstadion, der zentrale Rasenplatz ist von einer Tartanbahn umgeben. Die Nebenanlagen verfügen über Vorrichtungen für Leichtathletikwettkämpfe, z. B. Sandgruben, sowie ein Kunstrasenplatz.
Im Jahnstadion wurden zwei Spiele der deutschen Fußballnationalmannschaft der Frauen ausgetragen.